# Tulsi Giri
Tulsi Giri (język nepalski तुलसी गिरि; ur. 26 września 1926, zm. 18 grudnia 2018) – nepalski lekarz i polityk, trzykrotny premier Nepalu w latach 1960–1963, 1964–1965 oraz 1975–1977.

## Życiorys
Urodził się w dystrykcie Siraha w rodzinie bogatych posiadaczy ziemskich. Był absolwentem Suri Vidyasagar College, wówczas filii Uniwersytetu w Kalkucie. Zdobył uprawnienia lekarza, jednak szybko zaangażował się w politykę jako członek Kongresu Nepalskiego.
Od 1959 do sierpnia 1960 był ministrem w rządzie Bishweshwara Prasada Koirali. W grudniu 1960 król Mahendra Bir Bikram Shah Dev rozwiązał rząd i zawiesił konstytucję. Tulsi Giri został następnie pierwszym premierem w okresie monarchii absolutnej, pełniąc funkcję do 1963 roku. Później jeszcze dwukrotnie obejmował fotel szefa rządu: w latach 1964–1965 i 1975–1977. W polityce zagranicznej był przeciwnikiem Indii. Do 1986 zasiadał w parlamencie. W 1991 wycofał się z nepalskiej polityki. W lutym 2005 zaakceptował propozycję autorytarnego króla Gyanendry Bir Bikrama Shah Deva i został na krótki czas szefem ministrów, czyli drugą po królu-premierze osobą w państwie; po upadku jego władzy znalazł się na liście osób objętych zakazem wyjazdu z kraju.

## Życie prywatne
Był żonaty z Sarah Giri, działaczką na rzecz osób głuchych, ze względu na nią dokonał konwersji z hinduizmu na świadka Jehowy. Miał także inne żony. W 1986 przeniósł się na dwa lata Sri Lankę, a w 2005 do Indii.